# Pierre Tidjine
Pierre Tidjine (4 maggio 1984) è un calciatore francese neocaledoniano, attaccante del Poum.

## Carriera

### Nazionale
Ha debuttato in Nazionale il 6 luglio 2002, in Figi-Nuova Caledonia (2-1). Ha partecipato, con la Nazionale, alla Coppa d'Oceania 2002. Ha collezionato in totale, con la maglia della Nazionale, tre presenze.